# Filippo Barigioni

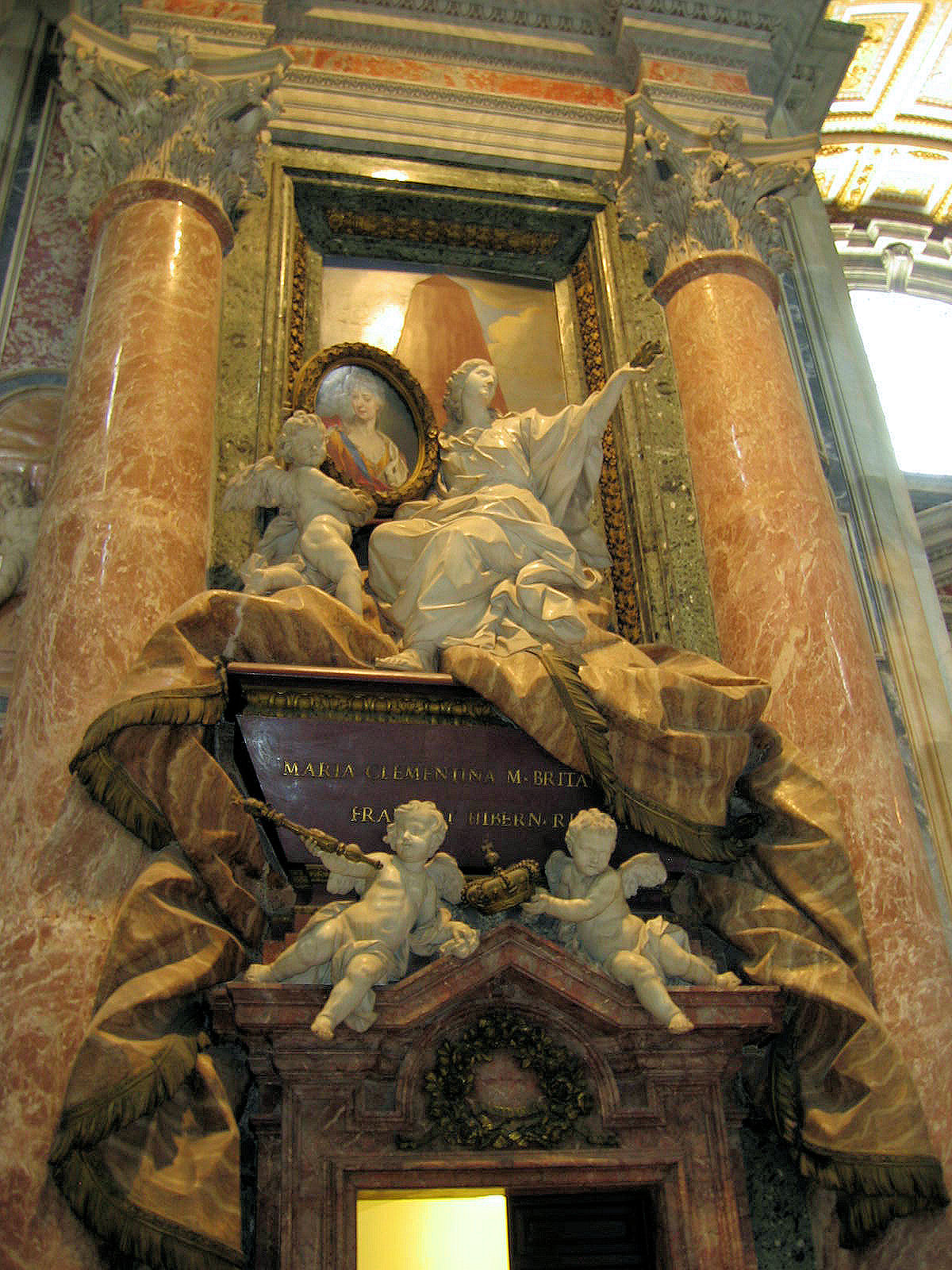
Filippo Barigioni i samarbete med Pietro Bracci – Gravmonument över Maria Klementina Sobieska (1744) i Peterskyrkan.

Filippo Barigioni, född 1672 i Rom, död 23 december 1753 i Rom, var en italiensk arkitekt och skulptör under senbarocken. 
Filippo Barigioni har ritat gravmonumentet över Maria Klementina Sobieska i Peterskyrkan, vilket skulpterades av Pietro Bracci.
År 1729 fick Barigioni i uppdrag att renovera den lilla kyrkan San Gregorio a Ponte Quattro Capi, även benämnd San Gregorio della Divina Pietà, i närheten av Roms dåvarande getto.

## Verk i urval
- Sant'Andrea delle Fratte: altaret i Cappella di San Francesco di Paola (1726–1736)[1]
- San Gregorio a Ponte Quattro Capi: ombyggnad och ny fasad (1729)[2]
- San Marco: interiördekoration (1735–1736)[3]
- Peterskyrkan: Gravmonument över Maria Klementina Sobieska (1739)[4]
- Fontana del Pantheon: postamentet (1711)[5]

## Bilder
| - Fontana del Pantheon på Piazza della Rotonda, detaljbild av postamentet. - San Gregorio a Ponte Quattro Capi i Rom. |